# Османвиль
Османви́ль (фр. Osmanville) — коммуна во Франции, находится в регионе Нижняя Нормандия. Департамент коммуны — Кальвадос. Входит в состав кантона Изиньи-сюр-Мер. Округ коммуны — Байё.
Код INSEE коммуны — 14480.

## Население
Население коммуны на 2010 год составляло 625 человек.
| 1962 | 1968 | 1975 | 1982 | 1990 | 1999 | 2010 |
| ---- | ---- | ---- | ---- | ---- | ---- | ---- |
| 429  | 365  | 369  | 395  | 453  | 514  | 625  |

## Экономика
В 2010 году среди 403 человек трудоспособного возраста (15—64 лет) 280 были экономически активными, 123 — неактивными (показатель активности — 69,5 %, в 1999 году было 75,1 %). Из 280 активных жителей работали 240 человек (136 мужчин и 104 женщины), безработных было 40 (12 мужчин и 28 женщин). Среди 123 неактивных 40 человек были учениками или студентами, 48 — пенсионерами, 35 были неактивными по другим причинам.